# Vox Lux
Pour plus de détails, voir Fiche technique et Distribution.
Vox Lux, sous-titré A 21st Century Portrait est un film musical américain écrit et réalisé par Brady Corbet et sorti en 2018.
Il s'agit de son second long métrage en tant que réalisateur après L'Enfance d'un chef et avant The Brutalist en 2024. Il est présenté en compétition à la Mostra de Venise 2018 et est dédié à la mémoire de Jonathan Demme.

## Synopsis
L'histoire de Celeste, une star de la pop, sur une durée de quinze ans.

## Fiche technique
Sauf indication contraire, les informations mentionnées dans cette section peuvent être confirmées par la base de données cinématographiques IMDb,  présente dans la section « Liens externes ».
- Titre original : Vox Lux. A 21st Century Portrait
- Réalisation et scénario : Brady Corbet
- Histoire : Brady Cordet et Mona Fastvold
- Musique : Scott Walker
- Chansons : Sia (écriture)
- Direction artistique : Julia Heymans
- Décors : Sam Lisenco
- Costumes : Keri Langerman
- Chorégraphie : Benjamin Millepied
- Photographie  : Lol Crawley
- Montage : Matthew Hannam
- Production : D.J. Gugenheim, David Hinojosa, Andrew Lauren, David Litvak, Michel Litvak, Robert Salerno, Christine Vachon, Gary Michael Walters et Brian Young
- Producteurs délégués : Ron Curtis, Mark Gillespie, Cassandra Kulukundis, Jude Law, Svetlana Metkina et Natalie Portman
- Société de production : Killer Films
- Pays de production :  États-Unis
- Langue originale  : anglais
- Format : couleur — 35 mm - 1.33 : 1 ; 1.66 : 1
- Genre : Film musical, Drame
- Durée : 114 minutes
- Dates de sortie :
  - Italie : Septembre 2018 (Mostra de Venise)
  - USA : 7 décembre 2018
  - Belgique : 22 mai 2019
  - France : 2 octobre 2019 (vidéo)

## Distribution
- Natalie Portman (VF : Sylvie Jacob) : Celeste
- Jude Law (VF : Alexis Victor) : le manager
- Stacy Martin (VF : Sarah Barzyk) : Eleanor
- Jennifer Ehle : Josie, la publiciste
- Raffey Cassidy (VF : Athéna Dias) : Albertine / Celeste, jeune
- Christopher Abbott (VF : Tanguy Goasdoué) : le journaliste
- Logan Riley Bruner (VF : Tommy Lefort) : Cullen Active
- Maria Dizzia (VF : Flora Brunier) : Mlle Dwyer
- Meg Gibson : la mère de Celeste
- Daniel London (VF : Guillaume Bourboulon) : père Cliff
- Micheál Neeson (VF : Grégory Quidel) : le musicien
- Sahr Ngaujah (VF : Yannick Jaspart) : le producteur de musique
- Matt Servitto : le père de Celeste
- Leslie Silva (VF : Mathilde Martin) : la styliste
- Allison Winn (VF : Lauryanne Philippe) : Therese
- Fred Hechinger : Aidan
- Sophie Lane Curtis : Tony
- Celia Rowlson-Hall (VF : Marie Bouvet) : la chorégraphe
- Willem Dafoe (VF : Éric Herson-Macarel) : le narrateur

 Source et légende : version française (VF) sur RS Doublage

## Influences
Le film est comparé à Phantom of the Paradise, Faust et Stop Making Sense.